# Schuyler (New York)
Pour les articles homonymes, voir Schuyler.
Ne doit pas être confondu avec Comté de Schuyler (New York).
Schuyler est une ville située dans le comté de Herkimer, dans l'État de New York, aux États-Unis,. En 2010, elle comptait une population de 3 420 habitants.

## Démographie
Lors du recensement de 2010, la ville comptait une population de 3 420 habitants. Elle est estimée, en 2016, à 3 352 habitants.